# پدر (نمایشنامه)
پدر (انگلیسی: Le Père) عنوان نمایش‌نامه‌ای از نویسنده و فیلم‌نامه‌نویس فرانسوی فلوریان زلر است که نخستین مرتبه در سال ۲۰۱۲ به نمایش درآمد.

## ترجمه فارسی
این نمایش‌نامه در سال ۱۳۹۶ با همین عنوان توسط ساناز فلاح‌فرد ترجمه و توسط انتشارات علمی و فرهنگی منتشر گردید. شابک: ۹۷۸-۹۶۴-۴۰۸-۴۳۴-۸